# Juan Honores
Juan Honores (ur. 4 marca 1915 w Ascope, zm. 9 czerwca 1990) – peruwiański piłkarz, bramkarz. Później trener.
Wziął udział w nieudanym turnieju Copa América 1937, gdzie Peru zajęło ostatnie, szóste miejsce. Honores zagrał w trzech meczach – z Argentyną (stracił bramkę), Chile (strtacił 2 bramki) i Paragwajem. W pozostałych dwóch spotkaniach bramki peruwiańskiej strzegli Juan Valdivieso i Marcos Huby.
Jako gracz klubu Universitario Lima wziął udział w turnieju Copa América 1939, gdzie Peru zdobyło tytuł mistrza Ameryki Południowej. Honores, będąc kapitanem zespołu, zagrał we wszystkich czterech meczach – z Ekwadorem (stracił 2 bramki), Chile (stracił bramkę), Paragwajem i Urugwajem (stracił bramkę).
W 1939 roku razem z klubem Universitario zdobył tytuł mistrza Peru.
Dwa lata później wziął udział w turnieju Copa América 1941, gdzie Peru zajęło czwarte miejsce. Honores, jako kapitan drużyny, zagrał we wszystkich czterech meczach – z Chile (stracił bramkę), Argentyną (stracił 2 bramki), Ekwadorem i Urugwajem (stracił 2 bramki).
Następnie wziął udział w turnieju Copa América 1942, gdzie Peru zajęło piąte miejsce. Honores zagrał w pięciu meczach – z Paragwajem (stracił bramkę), Brazylią (stracił 2 bramki), Ekwadorem (stracił bramkę), Urugwajem (stracił 3 bramki) i Chile. W każdym z tych spotkań pełnił rolę kapitana zespołu. W meczu z Argentyną zastąpił go Juan Soriano.
Honores występował także w klubach argentyńskich – Newell’s Old Boys Rosario i CA Platense. Łącznie w lidze argentyńskiej rozegrał 89 meczów.
Honores w latach 1937–1942 rozegrał w reprezentacji Peru 19 meczów, w których stracił 24 bramki. Zaliczany jest do grona najwybitniejszych bramkarzy w historii peruwiańskiej piłki nożnej.
Po zakończeniu kariery piłkarskiej został trenerem – pracował między innymi z zespołem Club Sporting Cristal, którym kierował w latach 1961–1962 i w 1976. W 1961 doprowadził drużynę Sporting Cristal do tytułu mistrza Peru.